# Morón (Wenezuela)
Morón – miasto w Wenezueli, w stanie Carabobo, siedziba gminy Juan José Mora.
Według danych szacunkowych na rok 2015 liczy 64 500 mieszkańców.